# The National Bank
The National Bank ist eine norwegische Supergruppe, die ab 2004 in ihrer Heimat erfolgreich war.

## Bandgeschichte
Die Band entstand aus einem einmaligen Projekt 2003. Die Brüder Lars und Martin Horntveth von der Formation Jaga Jazzist wurden beauftragt, für die Festspillene i Vestfold „vokalbasierte“ Musik beizutragen. Sie holten sich den Bassisten von BigBang Nikolai Eilertsen und den Keyboarder Morten Qvenild, der auch schon bei Jaga Jazzist gespielt hatte, dazu. Für den Gesang nahmen sie den solo erfolgreichen Musiker Thomas Dybdahl.
Nach den zwei vereinbarten Festspiel-Auftritten blieben die fünf Musiker zusammen und nahmen ein gemeinsames Album auf. Es erschien Mitte 2004 und eroberte auf Anhieb Platz eins der norwegischen Albumcharts, wo es drei Wochen blieb, und erreichte Platin-Status. Außerdem gewann The National Bank den Spellemannprisen 2004 in der Kategorie Popgruppe.
Trotz des großen Erfolgs blieb es für die beteiligten Musiker nur ein Projekt neben ihren anderen Aktivitäten. In zwei Jahren kamen nur etwa 30 gemeinsame Auftritte zustande. Erst Ende 2007 bekam die Band mit Auftritten in Paris und Berlin neuen Schwung und Anfang 2008 erschien ein zweites Album mit dem Titel Come on over to the Other Side, welches in Norwegen bis auf Platz 3 der Charts kam und auch international veröffentlicht wurde. Eine Tour mit Auftritten in Norwegen, Dänemark, den Niederlanden, Belgien, Deutschland und Frankreich folgte. Seit Ende 2008 ruht das Projekt wieder.

## Bandmitglieder
- Thomas Dybdahl (* 1979 in Sandnes), Sänger
- Lars Horntveth (* 1980 in Tønsberg), Gitarrist
- Martin Horntveth (* 1977), Schlagzeuger
- Nikolai Eilertsen (* 1978 in Skotselv), Bassist
- Morten Qvenild (* 1978 in Kongsberg), Keyboarder

## Diskografie
Alben
- The National Bank (2004)
- Come on over to the Other Side (2008)

Singles
- Tolerate (2004)
- Let Go (2007)
- Family (2007)